# Федим
Федим је у грчкој митологији било име више личности.

## Митологија
- Федим је био један од Тебанаца који је припремио заседу Тидеју пред поход седморице против Тебе. Као и све друге који су учествовали у тој заседи, Тидеј га је убио.[1]
- Као једног од Ниобида, помињу га Аполодор, Хигин и Овидије у „Метаморфозама“.[2]
- У Хомеровој „Одисеји“, краљ Сидона, приморског града у Феникији, који је пружио уточиште Менелају током његових лутања након тројанског рата.[1]